# Ichneutica falsidica
Ichneutica falsidica là một loài bướm đêm trong họ Noctuidae.